# Biprostal
Biprostal je název komplexu budov nacházejících se na adrese ul. Królewska 57 v polském městě Krakově. Sídlí v něm společnost Biprostal SA a nachází se v něm také polské národní vědecké centrum Narodowe Centrum Nauki.
Komplex byl dokončen v roce 1964. Tvoří jej několik budov. Autory návrhu komplexu byli architekti Mieczysław Wrześniak a Paweł Czapczyński. Dominantou komplexu je 55 metrů vysoká výšková budova se 14 patry, která byla do roku 1979 nejvyšší budovou města, kdy ji ve výši předběhl mrakodrap Szkieletor.